# Нескромные деяния: жизнь монахини-лесбиянки в Италии эпохи Возрождения
«Нескромные деяния: жизнь монахини-лесбиянки в Италии эпохи Возрождения» (англ. Immodest Acts: The Life of a Lesbian Nun in Renaissance Italy) — документальная биографическая книга Джудит Коры Браун, впервые изданная в 1985 году в Издательстве Оксфордского университета.
В книге исследуется жизнь и деятельность Бенедетты Карлини — итальянской католической монахини XVII века, обвинённой в лесбиянстве и других «нескромных», «неприличных» деяниях. Изучается культурный, социальный и религиозный контекст того времени, в котором рассматриваются предполагаемые деяния сестры Бенедетты и последствия, с которыми ей пришлось столкнуться. Лиллиан Фадерман (Lillian Faderman) и другие исследователи считают эту книгу значимой работой в области гендерных исследований и истории лесбиянства, позволяющей понять жизненный опыт женщин и сексуальных меньшинств, живших в те времена в Европе.

## Содержание книги
Бенедетта Карлини стала известной после того, как рассказала о своих видениях Иисуса Христа и другом мистическом опыте, и во многом благодаря этому была избрана настоятельницей монастыря. Церковные власти поначалу скептически отнеслись к её заявлениям о таком опыте, но потом признали его подлинным и божественным — возможно, потому, что это могло повысить престиж монастыря. В 1619 году Бенедетта заявила, что явившийся ей Иисус избрал её своей невестой и повелел устроить пышную свадебную церемонию. Вот это уже не встретило безоговорочного одобрения католического духовного начальства, и были проведены два церковных расследования с целью установить божественное либо дьявольское происхождение видений Бенедетты. Предметом расследования стали также действия сексуального характера между Бенедеттой Карлини и другой монахиней, Бартоломеей Кривелли.
Книга Джудит Браун состоит из трёх глав, посвящённых различных аспектам и основным событиям в жизни сестры Бенедетты Карлини. В начале книги приводится обзор культурной, социальной и религиозной ситуации в Италии эпохи позднего Возрождения, достаточно подробно описываются обстоятельства, в которых довелось жить Бенедетте. В последующих главах описываются события, приведшие к обвинениям в лесбиянстве, расследование и последующая судьба Бенедетты Карлини. Проводится детальный анализ письменных первоисточников, из которых нам известно обо всём этом, в том числе свидетельских показаний, писем и судебных документов.
На протяжении всей книги автор переплетает историко-культурный анализ со своей интерпретацией событий. Повествование завершается приглашением к дискуссии о дальнейших последствиях описанных событий и их значении в истории сексуальности и гендера.

## Пояснения
1. ↑  Это неофициальный перевод названия книги, выполненный участником Википедии. Об официальном издании этой книги на русском языке неизвестно.
2. ↑  англ. immodest acts; слово immodest можно перевести как «нескромный», «преувеличивающий свои возможности», «самонадеянный», «хвастливый», «бесстыдный», «непристойный», «неприличный» или «неблагопристойный»[2].